# Dąbrowica Duża (gromada)
Dąbrowica Duża (1954 – planowana lecz niezrealizowna nazwa: Dąbrowica Mała) – dawna gromada, czyli najmniejsza jednostka podziału terytorialnego Polskiej Rzeczypospolitej Ludowej w latach 1954–1972.
Gromady, z gromadzkimi radami narodowymi (GRN) jako organami władzy najniższego stopnia na wsi, funkcjonowały od reformy reorganizującej administrację wiejską przeprowadzonej jesienią 1954 do momentu ich zniesienia z dniem 1 stycznia 1973, tym samym wypierając organizację gminną w latach 1954–1972.
Gromadę Dąbrowica Duża z siedzibą GRN w Dąbrowicy Dużej utworzono – jako jedną z 8759 gromad na obszarze Polski – w powiecie bialskim w woj. lubelskim na mocy uchwały nr 5 WRN w Lublinie z dnia 5 października 1954. W skład jednostki weszły obszary dotychczasowych gromad Dąbrowica Duża, Dąbrowica Mała i Bokinka Królewska ze zniesionej gminy Kościeniewicze oraz obszar dotychczasowej gromady Choroszczynka ze zniesionej gminy Piszczac w tymże powiecie. Dla gromady (zapisano jako gromada Dąbrowica Mała z siedzibą w Dąbrowica Małej) ustalono 17 członków gromadzkiej rady narodowej.
1 stycznia 1960 gromadę zniesiono, włączając jej obszar do gromad Tuczna (wsie Dąbrowica Duża i Bokinka Królewska), Połoski (wieś Choroszczynka) i Piszczac (wieś Dąbrowica Mała) w tymże powiecie.